# Greg Dreiling
Gregory Alan "Greg" Dreiling (Wichita, Kansas, 7 de noviembre de 1963) es un exjugador de baloncesto estadounidense que jugó diez temporadas en la NBA, además de hacerlo en la CBA y en la liga francesa. Con 2,16 metros de estatura, jugaba en la posición de Pívot.

## Trayectoria deportiva

### Universidad
Tras haber disputado en 1981 el prestigioso McDonald's All American Game, jugó una temporada con los Shockers de la Universidad Estatal de Wichita, para posteriormente ser transferido a los Jayhawks de la Universidad de Kansas, promediando en total 10,8 puntos, 1,3 tapones y 5,8 rebotes por partido. Fue pieza clave en el equipo dirigido por Larry Brown, y con jugadores como Danny Manning o Cedric Hunter, para alcanzar la Final Four en 1986, donde cayeron ante Duke.
Finalizó su carrera con un 52,7% de aciertos en tiros de campo, la quinta mejor marca de los Jayhawks en toda su historia.

### Profesional
Fue elegido en la vigésimo sexta posición del Draft de la NBA de 1986 por Indiana Pacers, donde jugó durante 7 temporadas siempre como pívot suplente, primero de Steve Stipanovich y posteriormente de Rik Smits. Sus mejores cifras las consiguió en la temporada 1990-91, en la que promedió 3,5 puntos y 3,5 rebotes por partido.
Tras no renovar contrato con los Pacers, en la temporada 1993-94 fichó como agente libre por  Dallas Mavericks, donde jugó una temporada, siendo titular en 19 partidos, promediando 2,4 puntos y 3,1 rebotes.
Al año siguiente ficha por Cleveland Cavaliers, donde se encarga de car minutos de descanso al pívot titular Hot Rod Williams, jugando poco más de 8 minutos por partido y promediando 1,9 puntos y 1,4 rebotes.
Tras pasar por la CBA, en 1996 es repescado por los Mavericks para reforzar su banquillo. Jugaría una temporada más, repartida entre el equipo del ÉB Pau-Orthez de la liga francesa y los Rockford Lightning de la CBA.

## Estadísticas de su carrera en la NBA

### Temporada regular
| Año     | Equipo    | PJ  | PT | MPP  | %TC  | %3P   | %TL  | RPP | APP | ROB | TPP | PPP |
| ------- | --------- | --- | -- | ---- | ---- | ----- | ---- | --- | --- | --- | --- | --- |
| 1986-87 | Indiana   | 24  | 0  | 5.3  | .432 | –     | .833 | 1.8 | .3  | .1  | .1  | 1.8 |
| 1987-88 | Indiana   | 20  | 0  | 3.7  | .471 | –     | .692 | .9  | .3  | .1  | .2  | 1.7 |
| 1988-89 | Indiana   | 53  | 4  | 7.5  | .558 | –     | .672 | 1.7 | .3  | .1  | .2  | 2.4 |
| 1989-90 | Indiana   | 49  | 0  | 6.3  | .377 | –     | .735 | 1.8 | .2  | .1  | .3  | 1.3 |
| 1990-91 | Indiana   | 73  | 42 | 14.1 | .505 | .000  | .600 | 3.5 | .7  | .3  | .4  | 3.5 |
| 1991-92 | Indiana   | 60  | 23 | 8.5  | .494 | 1.000 | .750 | 1.6 | .4  | .2  | .3  | 2.0 |
| 1992-93 | Indiana   | 43  | 0  | 5.6  | .328 | .000  | .533 | 1.5 | .2  | .1  | .2  | 1.1 |
| 1993-94 | Dallas    | 54  | 19 | 12.7 | .500 | 1.000 | .711 | 3.1 | .6  | .3  | .4  | 2.4 |
| 1994-95 | Cleveland | 58  | 3  | 8.3  | .412 | –     | .634 | 2.0 | .4  | .1  | .4  | 1.9 |
| 1996-97 | Dallas    | 40  | 3  | 9.7  | .459 | 1.000 | .407 | 1.9 | .3  | .2  | .2  | 2.0 |
| Total   | Total     | 474 | 94 | 8.9  | .467 | .333  | .649 | 2.1 | .4  | .2  | .3  | 2.1 |

### Playoffs
| Año   | Equipo    | PJ | PT | MPP  | %TC   | %3P   | %TL  | RPP | APP | ROB | TPP | PPP |
| ----- | --------- | -- | -- | ---- | ----- | ----- | ---- | --- | --- | --- | --- | --- |
| 1991  | Indiana   | 5  | 5  | 15.0 | .333  | –     | .667 | 3.6 | .0  | .0  | .0  | 2.8 |
| 1992  | Indiana   | 1  | 0  | 3.0  | –     | –     | –    | .0  | .0  | .0  | .0  | .0  |
| 1993  | Indiana   | 2  | 0  | 2.0  | 1.000 | 1.000 | –    | .5  | .0  | .0  | .0  | 1.5 |
| 1995  | Cleveland | 1  | 0  | 7.0  | .000  | –     | –    | 1.0 | .0  | .0  | .0  | .0  |
| Total | Total     | 9  | 5  | 9.9  | .333  | 1.000 | .667 | 2.2 | .0  | .0  | .0  | 1.9 |